# 蒂爾娜·戴維森
蒂爾娜·莉莉絲·戴維森（英語：Tierna Lillis Davidson，1998年9月19日—）是美國職業女子足球運動員，司職後衛，現效力國家女子足球聯賽球隊紐澤西/紐約高譚和美國國家女子足球隊。2019年，她在國家女子足球聯賽選秀以選秀狀元之姿中選芝加哥紅星並開啟職業生涯。

## 早期生活
蒂爾娜·戴維森出生並成長於加利福尼亞州聖馬刁郡東部的門洛帕克（距史丹佛不遠處），她的家庭成員包括父親格雷格·戴維森（Greg Davidson）、母親海倫·威爾瑪特（Helen Wilmot）以及哥哥羅瑞·戴維森（Rory Davidson）。戴維森的外祖母薇洛妮卡·威爾瑪特（Veronica Wilmot）曾於1955年至1957年擔任愛爾蘭國家女子曲棍球隊隊長。戴維森在史丹佛大學主修管理科學與工程，在成為職業足球員以前，她的夢想是做一名太空人。

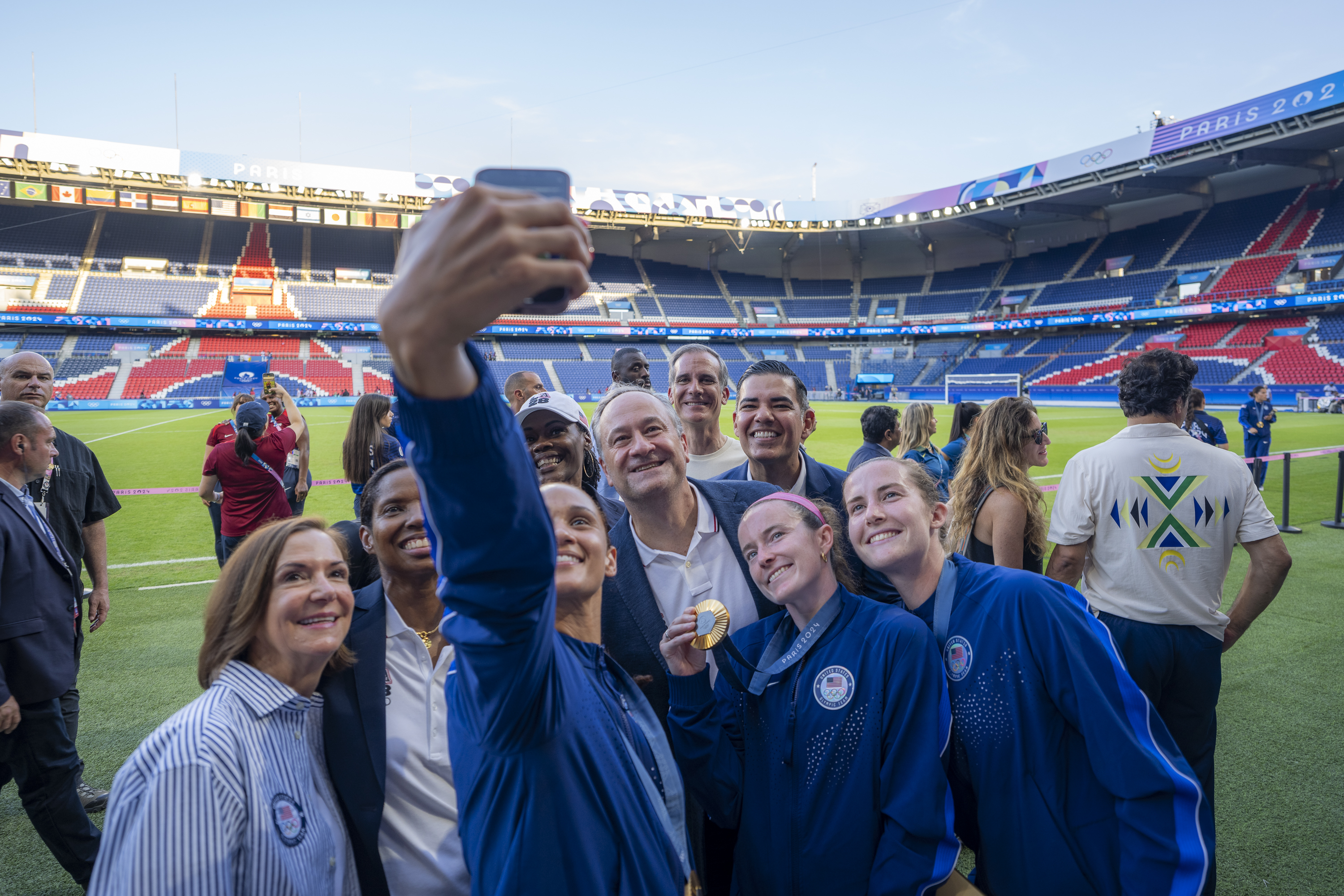
戴維森（右一）在2024年巴黎奧運金牌賽後與隊友和第39任美國第二先生任德龍等諸位美國政要合照。

2016年，戴維森就讀史丹佛大學並效力史丹佛樞機紅女子足球隊。她在大一那年總共先發上陣21場比賽並入選太平洋十二校聯盟（Pac-12）最佳大一新生陣容及全聯盟次佳陣容（All-Pac-12 Second Team）。2017年，戴維森獲得聯盟年度最佳後衛（Pac-12 Defensive Player of the Year），她在NCAA第一級別女子足球錦標賽表現亮眼並幫助隊伍奪下大學盃冠軍。戴維森於2018年9月對陣北卡羅萊納焦油腳隊的比賽中造成腳踝骨折，使其在大學最後一個賽季僅出席3場比賽。

## 俱樂部生涯

### 芝加哥紅星
2018年11月，國家女子足球聯賽更改選秀大會的年齡規則，允許尚未完成大學學業的球員也有參加選秀的資格。2019年1月，20歲的戴維森參加國家女子足球聯賽選秀，雖然她在大學最後一年因傷缺陣，可能影響其在選秀大會的評分結果，不過最終她以首輪第一順位（即選秀狀元）之姿被芝加哥紅星選中，正式開啟職業生涯。戴維森成為在安迪·沙利文之後的第二位榮獲國家女子足球聯賽選秀狀元的史丹佛樞機紅球員。2019年3月11日，戴維森正式簽約成為芝加哥紅星的一員。
2022年3月，戴維森在俱樂部訓練期間不慎造成前十字韌帶撕裂傷，芝加哥紅星宣布她將缺席整個2022年賽季。

### 紐澤西/紐約高譚
戴維森在2024年1月2日以自由球員身份轉會至紐澤西/紐約高譚，並和球隊簽屬一份三年合約直到2026年賽季。同年3月15日，她在2024年NWSL挑戰盃完成在高譚的首秀。

## 國家隊生涯

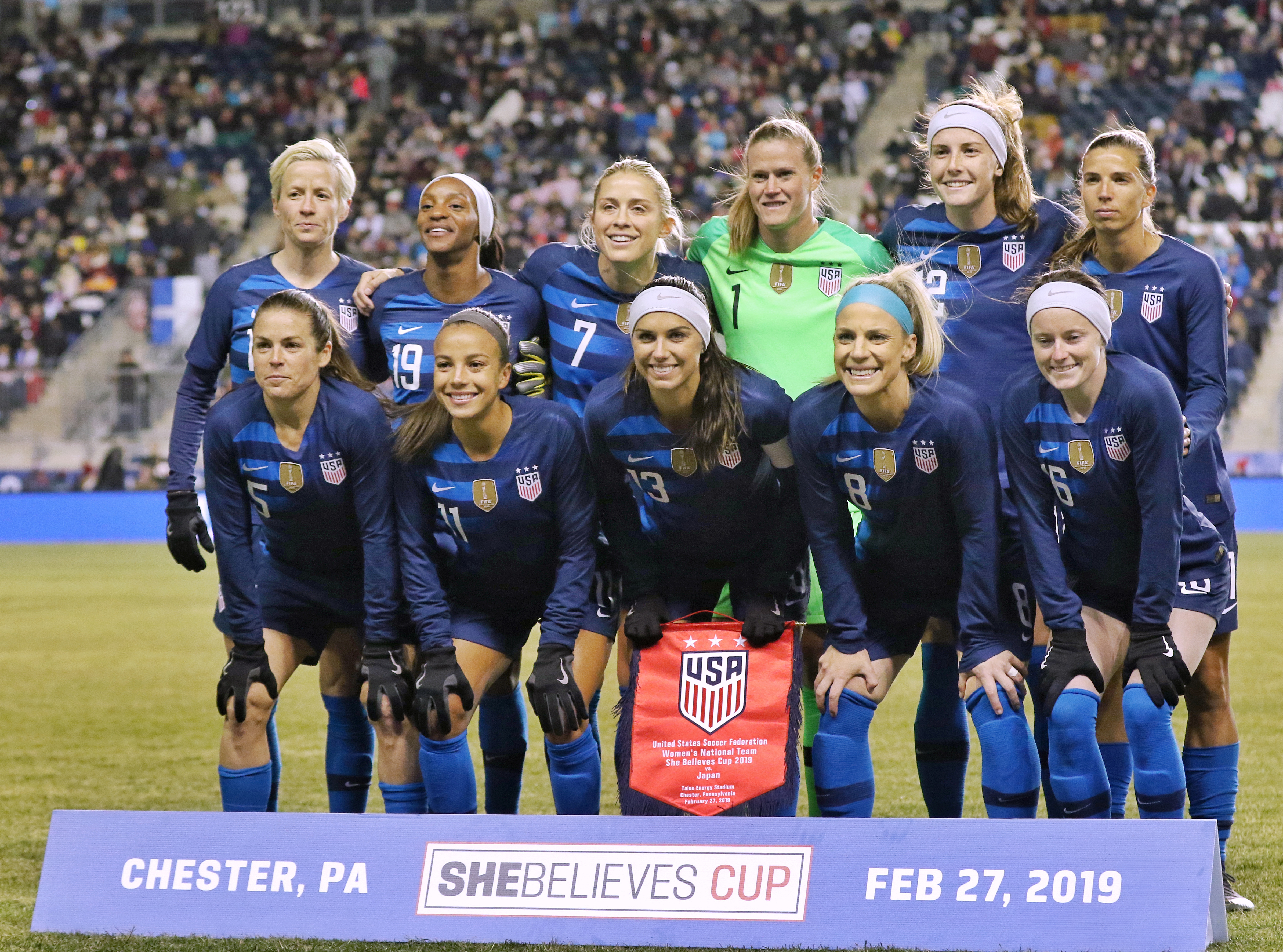
戴維森（上排右二）代表美國女足參加2019年她相信盃。

戴維森在2018年開始同時效力成年國家隊和U20國家隊。2018年1月，戴維森首次獲得成年國家隊徵召，參加對陣丹麥的友誼賽，她在該場比賽完成國家隊首秀，並且助攻隊友茱莉·厄茲進球得分。同月28日，她參加了2018年中北美洲及加勒比海女子U-20足球錦標賽；美國在對陣墨西哥的決賽踢進延長賽，並且以1比1打平進入十二碼大戰，戴維森在第四輪點球成功，而美國最終以2比4敗給墨西哥，收下一座亞軍。
戴維森在2018年7月受到成年隊總教練吉兒·伊利斯徵召參加四國女子足球邀請賽，並且奪下冠軍。由於比賽時間安排上較為緊湊的影響，導致她未參加同年8月舉辦的國際足協女子U-20世界盃。2018年9月，戴維森在史丹佛樞機紅隊的比賽中造成腳踝骨折，因此缺席2018年中北美洲及加勒比海女子足球錦標賽。
2018年8月31日，戴維森在對陣智利的友誼賽中打入生涯首個國際賽事進球。同年12月，戴維森榮獲美國足協頒發的美國年度最佳女子青年球員。

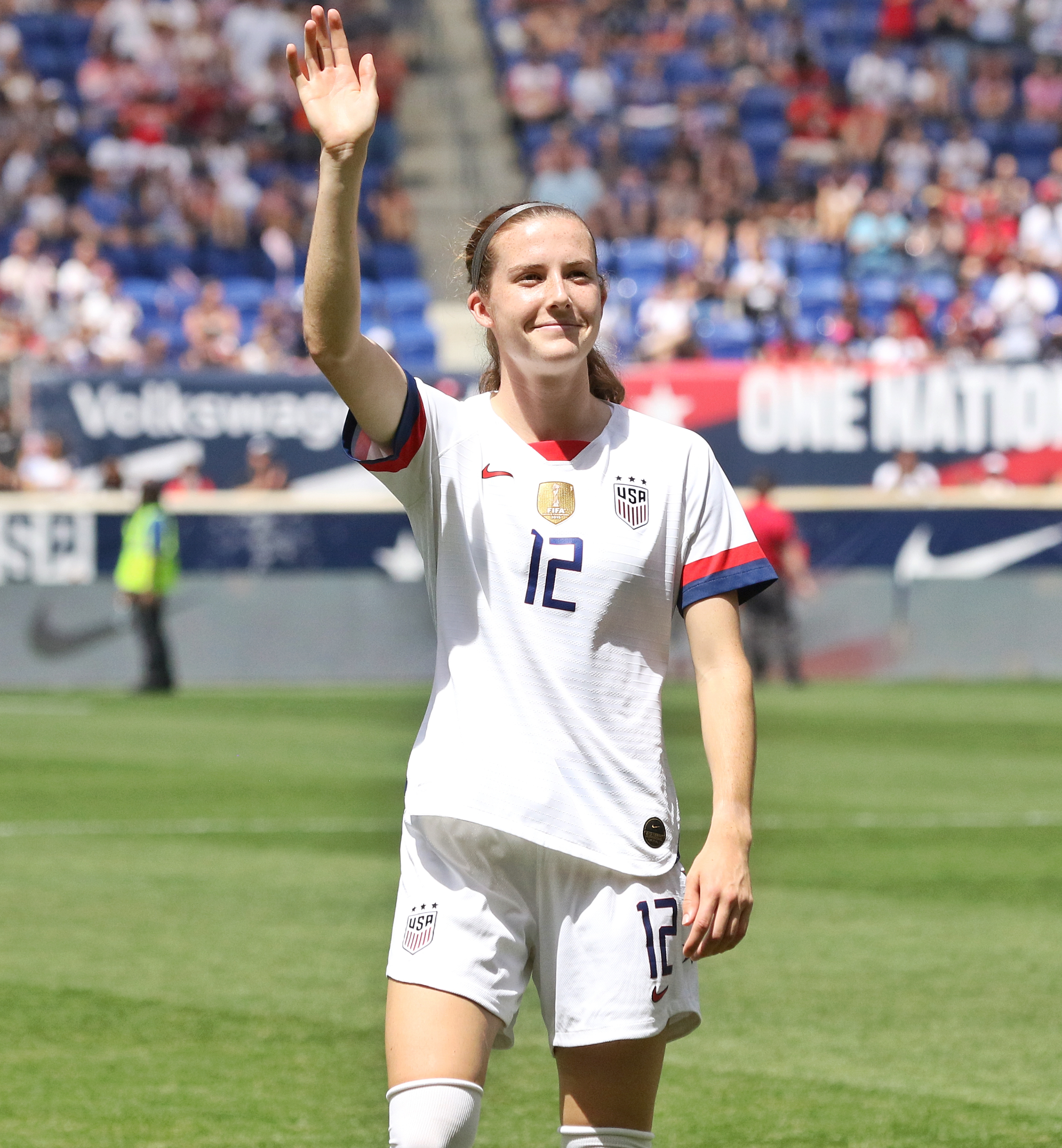
於2019年重返國家隊的戴維森。

戴維森於2019年1月傷癒復出，重返成年隊參加由美國主辦的2019年她相信盃，並且在對陣日本的揭幕戰先發上陣，美國在最終積分排行榜以兩分之差收下亞軍。
2019年5月，美國隊總教練吉兒·伊利斯徵召戴維森等23名球員前往法國參加2019年國際足協女子世界盃。當時戴維森是美國隊史上最年輕在世界盃先發登場的球員（約20歲又271天），僅次於蒂法妮·羅伯茨在1995年世界盃的紀錄（約18歲又41天）。她在對陣智利的分組賽先發上陣，並且於上半場分別助攻茱莉·厄茲和卡莉·勞埃德進球，兩次皆由戴維森開角球來助攻隊友得分，幫助美國以3比0取得比賽勝利。作為隊中最年輕的球員，雖然戴維森僅出席分組賽賽事，不過最終還是隨隊奪下隊史第四座世界冠軍。
2021年6月，戴維森等18名球員被徵召參加因疫情影響而延後舉辦的2020年東京奧運。美國以小組第二出線淘汰賽，卻在四強賽以1比0不敵加拿大，最後在季軍戰以4比3勝澳大利亞並拿下銅牌。
由於戴維森在2022年造成的前十字韌帶撕裂傷尚未痊癒，因此未參加2023年國際足協女子世界盃。
美國隊臨時總教練特維拉·基爾戈爾於2024年2月徵召戴維森等23名球員參加2024年美洲女子金盃。她在對陣阿根廷的小組賽以及所有淘汰賽賽事均先發登場，最終由美國奪下首屆美洲女子金盃冠軍。
2024年6月1日，戴維森在對陣南韓的友誼賽梅開二度，這是她睽違6年後再度打入國家隊進球，幫助美國在奧運前的熱身賽以4比0大勝南韓。同年6月26日，戴維森等18名球員被美國新任總教練艾瑪·海耶斯徵召前往法國參加2024年夏季奧林匹克運動會女子足球比賽。7月28日，她在對陣德國的分組賽造成腿部挫傷，由後衛艾蜜莉·山姆斯替補其位置。8月3日，戴維森在淘汰賽階段回歸，並且幫助美國在對陣巴西的決賽奪下最終勝利，收下一枚奧運金牌。

## 個人生活
戴維森是公開出櫃的女同性戀。2023年3月，她在芝加哥向交往6年的女友艾莉森·賈漢蘇茲（Alison Jahansouz）求婚成功。賈漢蘇茲是戴維森在史丹佛樞機紅時期的隊友，司職門將，兩人同時與芝加哥紅星簽約，但賈漢蘇茲因出場機會過少而放棄足球生涯，轉行從事資產管理業人員。

## 生涯數據

### 俱樂部統計
最後更新：2024年11月16日
| 球隊            | 賽季     | 聯賽     | 聯賽 | 聯賽 | 聯賽盃 | 聯賽盃 | 季後賽 | 季後賽 | 洲際賽事 | 洲際賽事 | 其他 | 其他 | 總計 | 總計 |
| 球隊            | 賽季     | 分級     | 出場 | 進球 | 出場   | 進球   | 出場   | 進球   | 出場     | 進球     | 出場 | 進球 | 出場 | 進球 |
| --------------- | -------- | -------- | ---- | ---- | ------ | ------ | ------ | ------ | -------- | -------- | ---- | ---- | ---- | ---- |
| 芝加哥紅星      | 2019     | NWSL     | 13   | 1    | —      | —      | 1      | 0      | —        | —        | —    | —    | 14   | 1    |
| 芝加哥紅星      | 2020     | NWSL     | —    | —    | 1      | 0      | —      | —      | —        | —        | 2    | 0    | 3    | 0    |
| 芝加哥紅星      | 2021     | NWSL     | 17   | 0    | 2      | 0      | 3      | 0      | —        | —        | —    | —    | 22   | 0    |
| 芝加哥紅星      | 2022     | NWSL     | —    | —    | 1      | 0      | —      | —      | —        | —        | —    | —    | 1    | 0    |
| 芝加哥紅星      | 2023     | NWSL     | 18   | 0    | 6      | 0      | —      | —      | —        | —        | —    | —    | 24   | 0    |
| 芝加哥紅星      | 小計     | 小計     | 48   | 1    | 10     | 0      | 4      | 0      | 0        | 0        | 2    | 0    | 64   | 1    |
| 紐澤西/紐約高譚 | 2024     | NWSL     | 19   | 0    | 1      | 0      | 2      | 1      | —        | —        | —    | —    | 22   | 1    |
| 紐澤西/紐約高譚 | 小計     | 小計     | 19   | 0    | 1      | 0      | 2      | 1      | 0        | 0        | 0    | 0    | 22   | 1    |
| 生涯總計        | 生涯總計 | 生涯總計 | 67   | 1    | 11     | 0      | 6      | 1      | 0        | 0        | 2    | 0    | 86   | 2    |

1. ↑  包括國家女子足球聯賽挑戰盃（英语：NWSL Challenge Cup）
2. ↑  包括國家女子足球聯賽季後賽
3. ↑  包括中北美洲及加勒比海女子冠軍盃
4. ↑  包括國家女子足球聯賽秋季系列賽（英语：2020 NWSL Fall Series）

### 國家隊統計
最後更新：2024年12月3日
| 國家隊 | 年份 | 出場數 | 進球數 | 助攻數 |
| ------ | ---- | ------ | ------ | ------ |
| 美國   | 2018 | 12     | 1      | 2      |
| 美國   | 2019 | 13     | 0      | 3      |
| 美國   | 2020 | 1      | 0      | 0      |
| 美國   | 2021 | 19     | 0      | 2      |
| 美國   | 2022 | 3      | 0      | 0      |
| 美國   | 2023 | 3      | 0      | 0      |
| 美國   | 2024 | 14     | 2      | 0      |
| 總計   | 總計 | 65     | 3      | 7      |

### 國家隊進球
比分左側皆為美國隊進球數，「進球比分」表示戴維森進球時的比分。
| # | 日期          | 比賽場館                   | 出場次數 | 對手 | 進球比分 | 終場比分 | 賽事名稱 | Ref.   |
| - | ------------- | -------------------------- | -------- | ---- | -------- | -------- | -------- | ------ |
| 1 | 2018年8月31日 | 美國卡森尊嚴健康體育公園   | 11       | 智利 | 1–0      | 3–0      | 友誼賽   | [ 22 ] |
| 2 | 2024年6月1日  | 美國商貿城迪克體育用品公園 | 57       |      | 2–0      | 4–0      | 友誼賽   | [ 39 ] |
| 3 | 2024年6月1日  | 美國商貿城迪克體育用品公園 | 57       | 3–0  |          | 4–0      | 友誼賽   | [ 39 ] |

## 榮譽
史丹佛樞機紅
- NCAA第一級別大學盃（英语：NCAA Division I women's soccer tournament）冠軍：2017（英语：2017 NCAA Division I Women's Soccer Tournament）[5]

 美國
- 國際足協女子世界盃冠軍：2019[50]
- 奧運女子足球比賽金牌：2024[51]；銅牌：2020[52]
- 美洲女子金盃冠軍：2024[53]
- 她相信盃（英语：SheBelieves Cup）冠軍：2018（英语：2018 SheBelieves Cup）[54]、2020（英语：2020 SheBelieves Cup）[55]、2021（英语：2021 SheBelieves Cup）[56]、2022（英语：2022 SheBelieves Cup）[57]、2024（英语：2024 SheBelieves Cup）[58]
- 四國女子足球邀請賽（英语：Tournament of Nations）冠軍：2018（英语：2018 Tournament of Nations）[20]

個人
- 美國最佳女子青年足球員：2018[23]

## 外部連結
- 蒂爾娜·戴維森在國家女子足球聯賽
- 蒂爾娜·戴維森 （页面存档备份，存于）在史丹佛樞機紅女子足球隊（英语：Stanford Cardinal women's soccer）
- 蒂爾娜·戴維森在美國足球協會
- 蒂爾娜·戴維森在美國奧林匹克委員會（原始內容存檔）
- 蒂爾娜·戴維森的Instagram帳戶
- 蒂爾娜·戴維森的X（前Twitter）